# Благодатское
Благода́тское — деревня в Тайшетском районе Иркутской области России. Входит в состав Тальского муниципального образования.

## География
Деревня расположена на расстоянии примерно 45 км к югу от районного центра города Тайшет.

## Население
| 2002 | 2010 | 2011 | 2012 |
| ---- | ---- | ---- | ---- |
| 14   | ↘0   | →0   | →0   |

## Известные уроженцы
- Мясников, Иван Степанович (1912—1941) — советский военнослужащий, младший лейтенант, Герой Советского Союза.